# Chrysobothris speculifer
Chrysobothris speculifer es una especie de escarabajo del género Chrysobothris, familia Buprestidae. Fue descrita científicamente por Horn en 1886.
Se encuentra en California, Texas, Colorado y Utah.